# Santa Caterina Albanese
Santa Caterina Albanese (in Arbëresh, IPA: [ar'bəreʃ]: Picilì) ist eine süditalienische Gemeinde mit 1114 Einwohnern (Stand 31. Dezember 2023) in der Provinz Cosenza in Kalabrien. 

## Lage und Daten
Das Gebiet der Gemeinde liegt auf einer Höhe von 472 m über dem Meeresspiegel und umfasst eine Fläche von 17 km². Santa Caterina Albanese liegt etwa 56 km nordwestlich von Cosenza. Die Nachbargemeinden sind Fagnano Castello, Malvito, Roggiano Gravina und San Marco Argentano.

## Geschichte
Santa Caterina Albanese wurde im 15. Jahrhundert von Familien aus dem südwestlichen Albanien und Morea gegründet, die nach der Besetzung des Balkans durch die Osmanen aus ihrer Heimat geflüchtet waren.